# Marc Menchaca

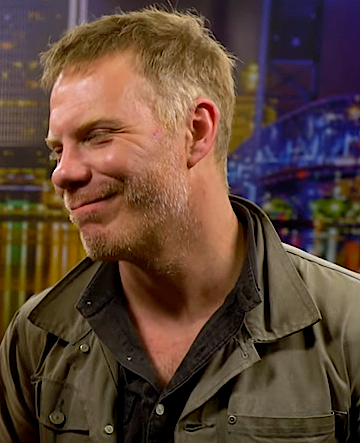
Marc Menchaca, 2019

Marc Menchaca (* 10. Oktober 1975 in San Angelo, Texas) ist ein US-amerikanischer Schauspieler.

## Leben und Karriere
Marc Menchaca wurde im texanischen San Angelo geboren und ist seit 2001 als Schauspieler aktiv. Nach seinen Auftritten in Low-Budget-Filmen, übernahm er im Jahr 2008 in Generation Kill seine erste größere Rolle. Es folgten Auftritte in Serien wie CSI: NY, FlashForward, Treme oder Person of Interest.
Von 2011 bis 2012 wirkte er als Kriegsinvalide Lauder Wakefield in Homeland mit. Nach dieser Rolle folgten weitere Serien-Engagements wie in The Blacklist, Chicago P.D., Ozark oder Elementary
Menchaca ist seit dem 6. Oktober 2022 mit der britischen Schauspielerin Lena Headey verheiratet.

## Filmografie (Auswahl)
- 2001: Arrest & Trial (Doku-Folge)
- 2002: Pageant
- 2003: Screen Door Jesus
- 2004: No Pain, No Gain
- 2004: Alamo – Der Traum, das Schicksal, die Legende (The Alamo)
- 2008: Generation Kill (Mini-Serie, 7 Episoden)
- 2009: Frame of Mind
- 2009: Last Day of Summer
- 2009: CSI: NY (Fernsehserie, Episode 6x09)
- 2009–2010: FlashForward (Fernsehserie, 3 Episoden)
- 2011: Treme (Fernsehserie, Episode 2x03)
- 2011: The Glades (Fernsehserie, Episode 2x07)
- 2011–2012: Homeland (Fernsehserie, 5 Episoden)
- 2012: Person of Interest (Fernsehserie, Episode 1x22)
- 2013: Reservoir
- 2013–2015: Inside Amy Schumer (Fernsehserie, 3 Episoden)
- 2014: She’s Lost Control
- 2015: The Blacklist (Fernsehserie, 2 Episoden)
- 2015: Sleepy Hollow (Fernsehserie, Episode 2x18)
- 2015: Chicago P.D. (Fernsehserie, Episode 2x22)
- 2016: Elementary (Fernsehserie, Episode 4x12)
- 2017: Where Is Kyra?
- 2017: Weightless
- 2017–2018: Ozark (Fernsehserie, 9 Episoden)
- 2018: MacGyver (Fernsehserie, Episode 2x21)
- 2019: Black Mirror (Fernsehserie, Episode 5x03)
- 2019: Raising Dion (Fernsehserie, 2 Episoden)
- 2019: Hawaii Five-0 (Fernsehserie, Folge 10x02)
- 2019: Manifest (Fernsehserie, 3 Episoden)
- 2020: The Evening Hour
- 2020: The Outsider (Fernsehserie)
- 2020: Alone – Du kannst nicht entkommen (Alone)
- 2021: Niemand kommt hier lebend raus (No One Gets Out Alive)
- 2023: The Creator
- 2024: The Big Cigar (Miniserie)
- 2025: Companion – Die perfekte Begleitung (Companion)
- 2025: The Dead of Winter